# Кизим, Игорь Юрьевич
Игорь Юрьевич Кизим (укр. Ігор Юрійович Кизим; род. 20 августа 1961, Харьков, Харьковская область, УССР, СССР) — украинский политический деятель, дипломат. Советник посольства Украины в Канаде с 2007 по 2011 год. Временный поверенный в делах Украины в Соединённом Королевстве Великобритании и Северной Ирландии в январе 2015 года. Чрезвычайный и полномочный посол Украины в Республике Беларусь с 20 февраля 2017 по 22 июня 2023 года. Чрезвычайный и полномочный посланник 1-го класса (2019).
В феврале 2024 года был назначен послом по особым поручениям «по Беларуси».

## Биография
Родился 20 августа 1961 года в Харькове. В 1987 году окончил Киевский государственный университет им. Т. Г. Шевченко, факультет международных отношений и международного права. С 1987 по 1994 год занимался предпринимательской деятельностью. Позже, год (с 1994 по 1995 год) проработал научным сотрудником Украинского центра международной безопасности. С 1995 по 1996 год проходил стажировку в Департаменте Европы и Америки Министерства иностранных дел Украины.
Дипломатическую деятельность Кизим начал в 1996 году, тогда же, когда окончил стажировку. По 2000 год работал первым секретарём посольства Украины во Французской Республике. Потом, с 2001 по 2003 год был первым секретарём посольства Украины в Федеративной Республике Нигерия. С 2004 по 2007 год был советником Департамента контроля над разоружением и военно-технического сотрудничества Министерства иностранных дел Украины. С 2007 по 2011 год — советником посольства Украины в Канаде. С 2011 по 2013 год — начальником отдела НАТО Департамента международной безопасности и разоружения Министерства иностранных дел Украины. С 2014 по 2015 год был исполняющим обязанности директора Департамента международной безопасности Министерства иностранных дел Украины.
В январе 2015 года, Игорь Кизим стал временным поверенным в делах Украины в Соединённом Королевстве Великобритании и Северной Ирландии. В 2016 году занял пост советника-посланника посольства Украины в Соединённом Королевстве Великобритании и Северной Ирландии, с которого ушёл в следующем году в связи с тем, что тогдашний президент Украины Пётр Порошенко назначил его на должность Чрезвычайного и полномочного посла Украины в Республике Беларусь 20 февраля 2017 года. 22 июня 2023 года указом президента Украины уволен с должности Чрезвычайного и полномочного посла Украины в Республике Беларусь.

## Личная жизнь
Супруга — Татьяна Обухова. Два сына — Артём и Виталий; старший учится в Брюсселе. Младший в международной школе Минска.

## Классный чин
Имеет чин Чрезвычайного и полномочного посланника 1-го класса, присвоенный в 2019 году.